# Centropodia forsskalii
Centropodia forsskalii är en gräsart som först beskrevs av Vahl, och fick sitt nu gällande namn av Thomas Arthur Cope. Centropodia forsskalii ingår i släktet Centropodia och familjen gräs. Utöver nominatformen finns också underarten C. f. persica.